# Scott Wolf
Scott Richard Wolf, född 4 juni 1968 i Boston, Massachusetts, är en amerikansk skådespelare, mest känd för sin roll i TV-serien Ensamma hemma.
Wolf slog igenom i rollen som Bailey Salinger i Ensamma hemma. Han medverkar i TV-serien Everwood och spelar även Jeremy Kates i den amerikanska dramaserien The nine.

## Filmografi
- 1994–2000 – Ensamma hemma (TV-serie)
- 1994 – Double Dragon - Billy Lee
- 1996 – Den vita stormen
- 1999 - Go!
- 2002 - Killing Emmett Young - Emmett Young
- 2003 - Picking Up and Dropping Off - Will
- 2004–2006 – Everwood (TV-serie)
- 2010 - V (TV-serie 2009) - Chad Decker